# Cladomorphus
Cladomorphus is een geslacht van Phasmatodea uit de familie Phasmatidae. De wetenschappelijke naam van dit geslacht is voor het eerst geldig gepubliceerd in 1835 door Gray.

## Soorten
Het geslacht Cladomorphus omvat de volgende soorten:
- Cladomorphus ceratocephalus Gray, 1835
- Cladomorphus cubensis (Saussure, 1868)
- Cladomorphus gibbosus (Chopard, 1911)
- Cladomorphus michaelis (Redtenbacher, 1908)
- Cladomorphus phyllinus Gray, 1835
- Cladomorphus rubispinosus (Serville, 1838)
- Cladomorphus rubus (Saussure, 1861)
- Cladomorphus trimariensis Kumagai & Fonseca, 2009